# So Sad So Sexy
Albums de Lykke Li
I Never Learn
(2014)
So Sad So Sexy est le quatrième album studio de Lykke Li sorti le 8 juin 2018 sur le label LL Recordings. 

## Titres
| 1.    | Hard Rain                    | Lykke Li, Rostam Batmanglij                                                     | 3:30 |
| 2.    | Deep End                     | Li, Ilsey Juber, Jeff Bhasker, Stephen Kozmeniuk, James Ryan Ho, Tyler Williams | 3:07 |
| 3.    | Two Nights (featuring Aminé) | Li, Juber, Jonny Coffer, Bhasker, Ryan Ho, Adam Aminé                           | 3:24 |
| 4.    | Last Piece                   | Li, Juber, Ali Payami                                                           | 3:05 |
| 5.    | Jaguars in the Air           | Li, Juber, Bhasker, Ryan Ho, Williams                                           | 3:37 |
| 6.    | Sex Money Feelings Die       | Li, Dacoury Natche, Juber, Thomas Edward Percy Hull, Sarah Aarons, Ryan Ho      | 2:19 |
| 7.    | So Sad So Sexy               | Li, Juber, Emile Haynie, Bhasker, Andrew Wyatt, Ryan Ho                         | 3:32 |
| 8.    | Better Alone                 | Li, Juber, Carlo Montagnese                                                     | 4:32 |
| 9.    | Bad Woman                    | Li, Rick Nowels, Juber, Ryan Ho                                                 | 3:14 |
| 10.   | Utopia                       | Li, Juber, Coffer, Ryan Ho                                                      | 3:43 |
| 34:07 |                              |                                                                                 |      |